# Charles Butler (piloto de bobsleigh)
Charles Thomas Butler (11 de junio de 1932-21 de noviembre de 2019) fue un deportista estadounidense que compitió en bobsleigh en las modalidades doble y cuádruple.
Participó en los Juegos Olímpicos de Cortina d'Ampezzo 1956, obteniendo una medalla de bronce en la prueba cuádruple. Ganó cuatro medallas en el Campeonato Mundial de Bobsleigh, en los años 1957 y 1959.

## Palmarés internacional
| Juegos Olímpicos   | Juegos Olímpicos           | Juegos Olímpicos  | Juegos Olímpicos |
| Año                | Lugar                      | Medalla           | Prueba           |
| ------------------ | -------------------------- | ----------------- | ---------------- |
| 1956               | Cortina d'Ampezzo (Italia) | Medalla de bronce | Cuádruple        |
| Campeonato Mundial |                            |                   |                  |
| Año                | Lugar                      | Medalla           | Prueba           |
| 1957               | Sankt Moritz (Suiza)       | Medalla de plata  | Doble            |
| 1957               | Sankt Moritz (Suiza)       | Medalla de bronce | Cuádruple        |
| 1959               | Sankt Moritz (Suiza)       | Medalla de bronce | Doble            |
| 1959               | Sankt Moritz (Suiza)       | Medalla de oro    | Cuádruple        |